# داني جاكوب
داني جاكوب (بالإنجليزية: Danny Jacob)‏ هو كاتب أغاني أمريكي، ولد في 8 أكتوبر 1956 في لوس أنجلوس في الولايات المتحدة.

## وصلات خارجية
- داني جاكوب على موقع IMDb (الإنجليزية)
- داني جاكوب على موقع ميوزك برينز (الإنجليزية)
- داني جاكوب على موقع ديسكوغز (الإنجليزية)